# Chrysiptera taupou
Chrysiptera taupou là một loài cá biển thuộc chi Chrysiptera trong họ Cá thia. Loài này được mô tả lần đầu tiên vào năm 1906.

## Từ nguyên
Từ định danh taupou là tên thông thường của loài cá này tại thủ đô Apia của Samoa (nằm trên đảo Upolu), cũng là nơi thu thập mẫu định danh.

## Phạm vi phân bố và môi trường sống
C. taupou được tìm thấy từ rạn san hô Great Barrier trải dài đến Fiji và Samoa. Loài này sống tập trung ở sườn dốc của rạn viền bờ và trong đầm phá ở độ sâu đến ít nhất là 10 m.

## Mô tả
Chiều dài lớn nhất được ghi nhận ở C. taupou là 8,5 cm. Đầu và thân trên của C. taupou có màu xanh lam sáng với các chấm vàng giúp phân biệt với các loài cùng kiểu hình xanh-vàng. Bụng và thân dưới có màu vàng. Có một sọc đen xuất hiện trên mõm. Phía sau vây lưng thường có một đốm đen. Vây lưng và vây đuôi cá đực có màu vàng, trong khi ở cá cái là màu xanh nhạt hoặc trong mờ.
Số gai ở vây lưng: 13; Số tia vây ở vây lưng: 12–13; Số gai ở vây hậu môn: 2; Số tia vây ở vây hậu môn: 13–14; Số tia vây ở vây ngực: 16–17; Số gai ở vây bụng: 1; Số tia vây ở vây bụng: 5; Số lược mang: 17–19; Số vảy đường bên: 16–17.

## Sinh thái học
Thức ăn của C. taupou có thể là tảo và động vật phù du. Chúng sống theo từng nhóm nhỏ hoặc đơn độc. Cá đực có tập tính bảo vệ và chăm sóc trứng; trứng có độ dính và bám chặt vào nền tổ.